# Without a Trace
Without a Trace is een Amerikaanse misdaadserie die op de Amerikaanse tv werd uitgezonden van september 2002 tot mei 2009. In Nederland wordt de serie afwisselend door de AVRO op Nederland 3 en door Net5 uitgezonden. In België werd het programma uitgezonden op 2BE tot 2009, sinds de zomer van 2009 wordt het uitgezonden op zusterzender VTM. Concurrent VIER begon op 23 juni 2010 ook met het uitzenden van de serie (vanaf seizoen 1) maar hield hier na twee afleveringen al mee op. In 2011 is de serie gestart op VIJF, zusterzender van VIER.

## Rolverdeling
| Acteur                 | Personage         |
| ---------------------- | ----------------- |
| Anthony LaPaglia       | Jack Malone       |
| Poppy Montgomery       | Samantha Spade    |
| Marianne Jean-Baptiste | Vivian Johnson    |
| Enrique Murciano       | Danny Taylor      |
| Eric Close             | Martin Fitzgerald |
| Roselyn Sánchez        | Elena Delgado     |